# Marko Avramović
Marko Avramović (szerb cirill átírással: Марко Аврамовић) (Belgrád, 1986. augusztus 24. –) világbajnok (2009) szerb vízilabdázó.
2015 novemberében megkapta a magyar állampolgárságot.